# آشوت ووسکانیان (سیاست‌مدار)
آشوت یرجانیکی ووسکانیان (Աշոտ Երջանիկի Ոսկանյան؛ زادهٔ ۲۰ مهٔ ۱۹۵۳) یک سیاستمدار اهل ارمنستان است که از تاریخ ۱۹۹۳ تا تاریخ ۱۹۹۶ در دولت هراند باگراتیان سمت وزیر کشاورزی ارمنستان را برعهده داشت.

## زندگی‌نامه
در ۲۰ مهٔ ۱۹۵۳ در ایروان به دنیا آمد و از دانشگاه ملی کشاورزی ارمنستان فارغ‌التحصیل شد. .